# Allobates flaviventris
Allobates flaviventris Melo-Sampaio, Souza & Peloso, 2013 è un anfibio anuro appartenente alla famiglia degli Aromobatidi.

## Etimologia
L'epiteto specifico viene dal latino flavo che significa «giallo» e ventris che significa «superficie ventrale» o «pancia». Il nome specifico si riferisce al ventre giallo-dorato in entrambi i sessi.

## Distribuzione e habitat
È endemica dello stato di Acre in Brasile.